# سیارک ۲۰۵۴۴
سیارک ۲۰۵۴۴ (به انگلیسی: 20544 Kimhansell، نامگذاری:1999RG100) بیست هزار و پانصد و چهل و چهارمین سیارک کشف شده‌است که در ۸ سپتامبر ۱۹۹۹ کشف شد.
قدر مطلق سیارک برابر ۱۱.۷ است.